# Begraafplaats van Destelbergen
De Begraafplaats van Destelbergen is een gemeentelijke begraafplaats in de Oost-Vlaamse gemeente Destelbergen. De begraafplaats ligt 500 m ten noordoosten van de Onze-Lieve-Vrouw-ter-Sneeuwkerk aan de Sint-Pietershofstraat.
Centraal op de begraafplaats liggen tientallen graven van oud-strijders uit de beide wereldoorlogen.

## Belgische oorlogsgraven
Op de begraafplaats ligt 1 gesneuvelde soldaat uit de Eerste Wereldoorlog. Het graf is van Edmond De Kuysscher die sneuvelde in Vinkem op 5 augustus 1918. 
Twee plaatsen verder ligt het graf van 1 slachtoffer uit de Tweede Wereldoorlog. Het graf is van Julius Lega die op 30 mei 1940 sneuvelde in Middelkerke.

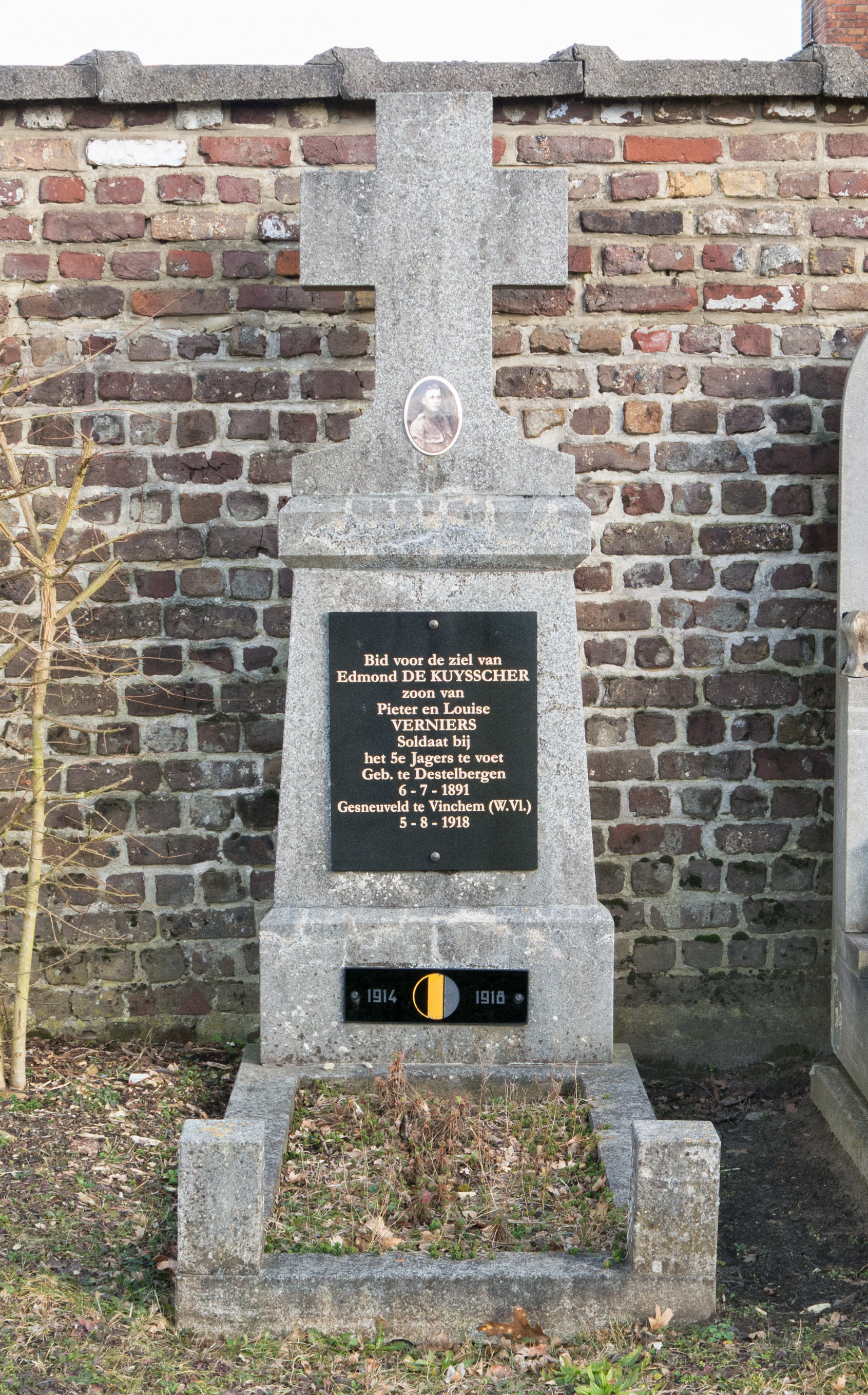
Een van de twee Belgische graven

## Brits oorlogsgraf
Op de begraafplaats ligt het graf van een niet geïdentificeerd slachtoffer uit de Tweede Wereldoorlog. Het gaat om een militair van het Gemenebest van Naties en hij zou gesneuveld zijn op de 7 of 8 september 1944. Zijn graf wordt onderhouden door de Commonwealth War Graves Commission en is er geregistreerd onder Destelbergen Communal Cemetery.

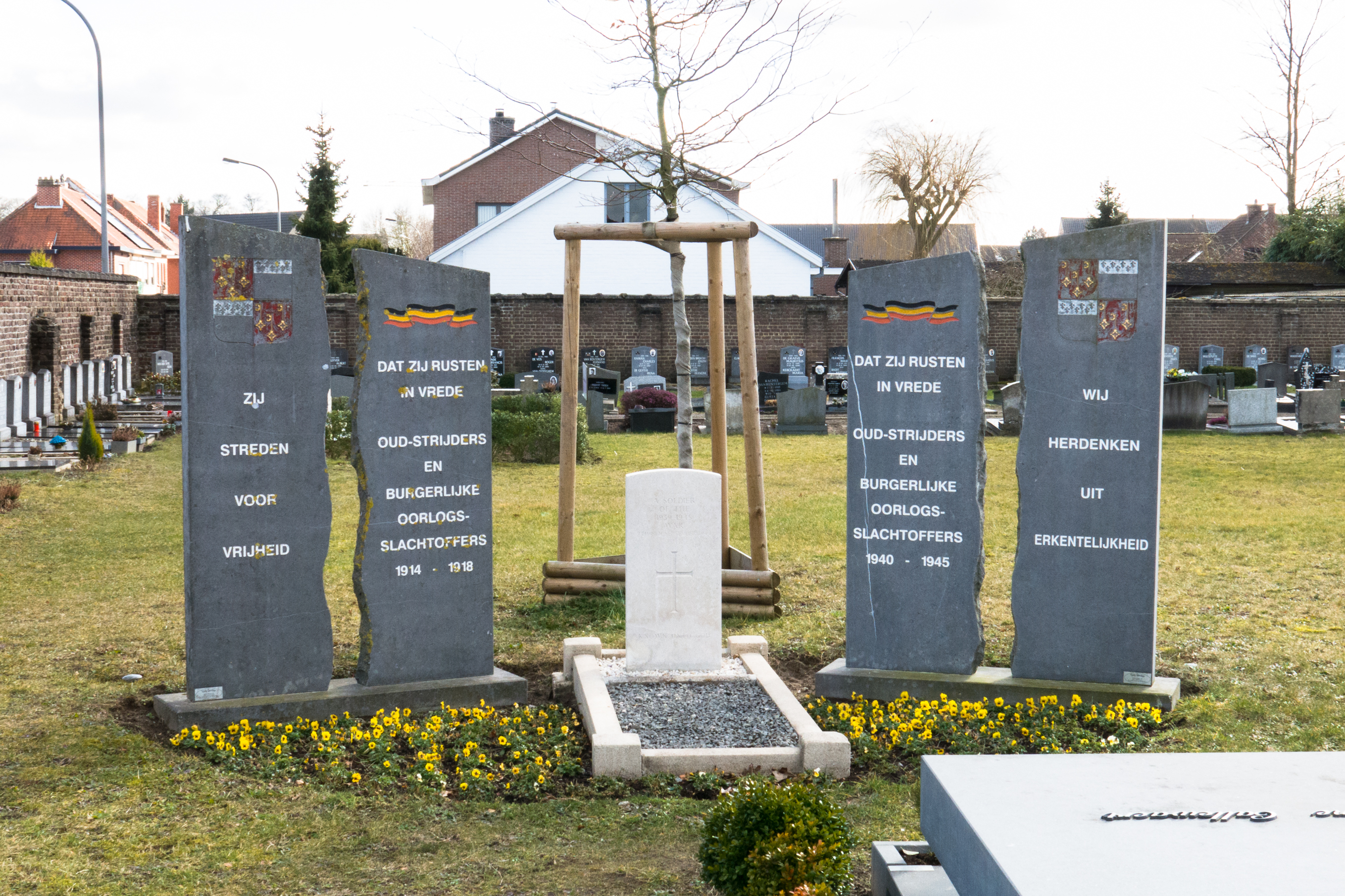
Brits graf